# Arqueología marítima

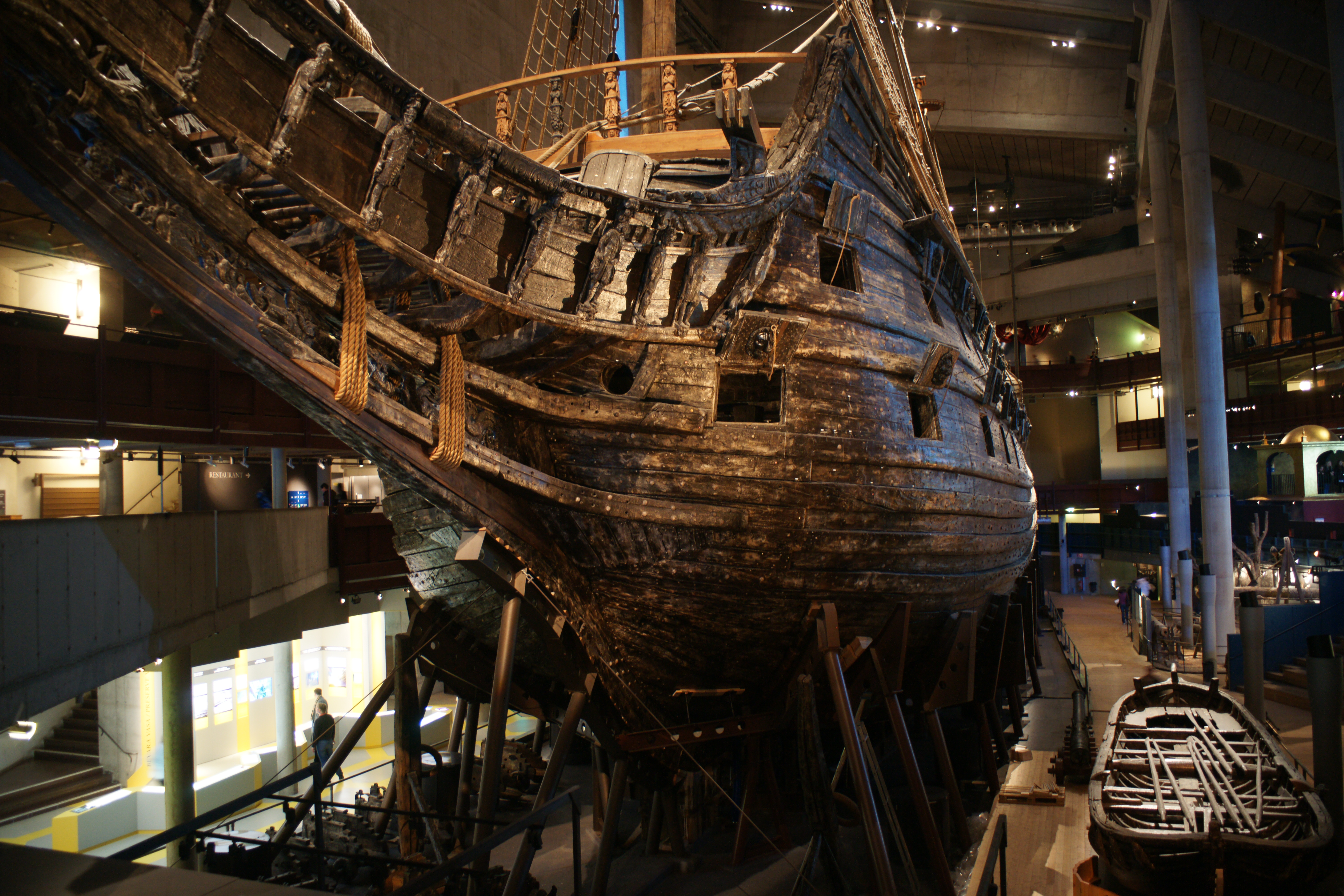
La proa del Vasa, un buque de guerra sueco que naufragó y se hundió en su viaje inaugural en 1628. Fue rescatado en 1961 y en la actualidad se exhibe en el Museo Vasa de Estocolmo.

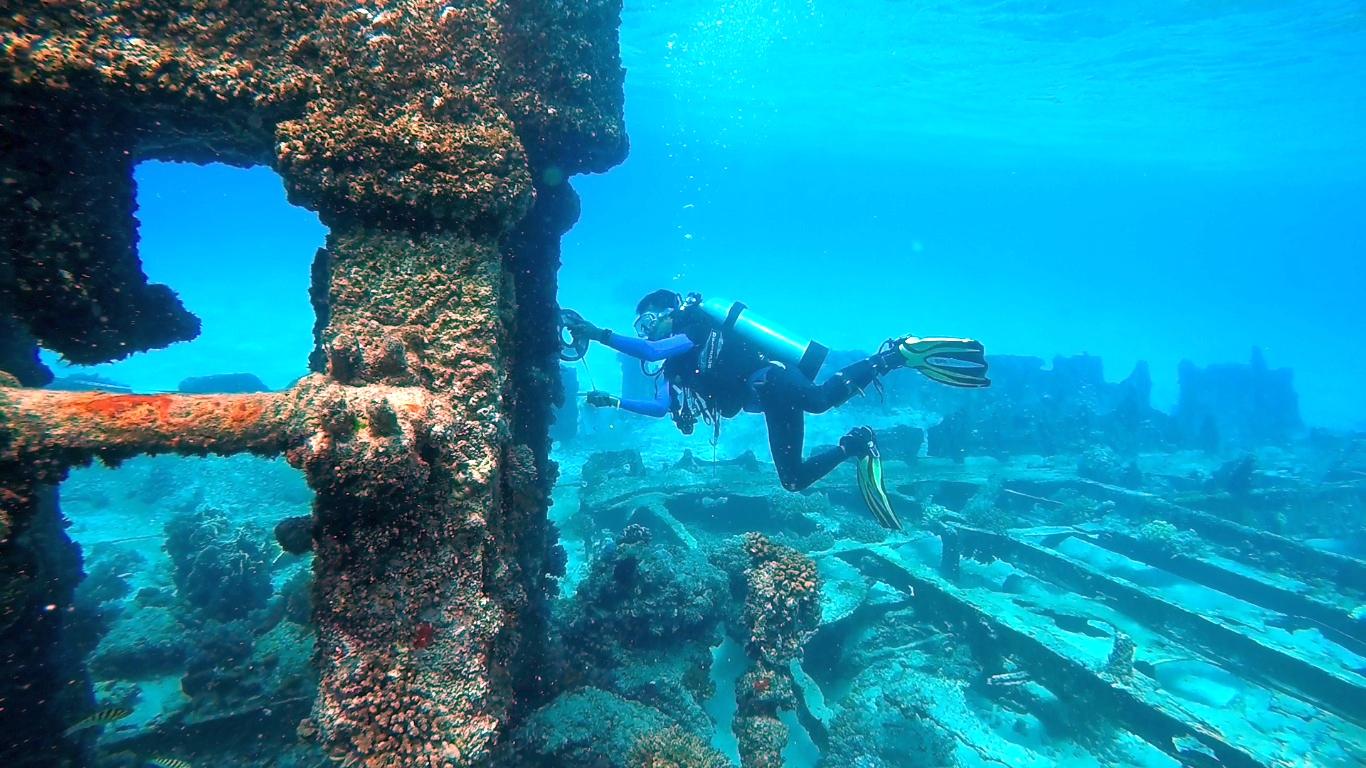
Medición de un naufragio

La arqueología marítima, o arqueología marina, es una disciplina del ámbito de las ciencias arqueológicas que se ocupa del estudio de la interacción humana con los mares, lagos y ríos, a través del análisis de los restos de embarcaciones, instalaciones costeras, estructuras portuarias, cargamentos, restos humanos o paisajes sumergidos. Una especialidad de la arqueología marítima es la arqueología naval, que se ocupa del estudio de los procesos históricos de la construcción de embarcaciones.
Al igual que la arqueología en su conjunto, la arqueología marítima también puede abarcar épocas prehistóricas, históricas o industriales. Una disciplina asociada, dentro de la propia arqueología, es la arqueología subacuática, que estudia el pasado a través de los restos sumergidos, tengan o no una índole marítima. Un ejemplo de la era prehistórica serían los restos de asentamientos o yacimientos que actualmente se encuentran sumergidos y que en el pasado estuvieron en tierra firme, cuando el nivel del mar era inferior. Un ejemplo de la era histórica, industrial o moderna es el estudio de las aeronaves sumergidas que han caído en lagos, en ríos o en el mar. Otro ejemplo son los restos de puentes medievales que conectan islas lacustres con el continente.
Los yacimientos arqueológicos marítimos suelen ser el resultado de naufragios o, en ocasiones, de actividad sísmica, y por tanto constituyen un momento concreto en el tiempo y no son el resultado de una paulatina acumulación de material a lo largo de los años, como sí es el caso de las estructuras portuarias (como los muelles, los embarcaderos o las dársenas), donde los objetos se van perdiendo o desprendiendo de las estructuras a lo largo de extensos periodos de tiempo. Por este motivo, en los medios de comunicación los naufragios suelen recibir la denominación de "cápsulas del tiempo".
El material arqueológico que se encuentra en el mar o en otros entornos subacuáticos normalmente está expuesto a una serie de condicionantes diferentes a los de los artefactos que se encuentran en tierra firme. Sin embargo, al igual que ocurre con la arqueología terrestre, el material que se recupera para que pueda ser estudiado por los arqueólogos modernos a menudo constituye una mínima parte del material originario. Una característica de la arqueología marítima es que, pese a todo el material que se pierde, existen casos excepcionales en los que han sobrevivido gran cantidad de materiales, de los que se puede aprender mucho, debido a las dificultades que suele haber para acceder a los yacimientos.
Dentro de la comunidad arqueológica hay quienes consideran que la arqueología marítima es una disciplina separada, con sus propias competencias (como los naufragios) y que precisa de los conocimientos especializados del arqueólogo subacuático. Otros defienden un planteamiento más global, pues destacan que la actividad náutica presenta vínculos económicos y sociales con las comunidades humanas situadas en tierra y que la arqueología es arqueología con independencia del lugar en el que se desarrolle.